# 大小 (日本刀)

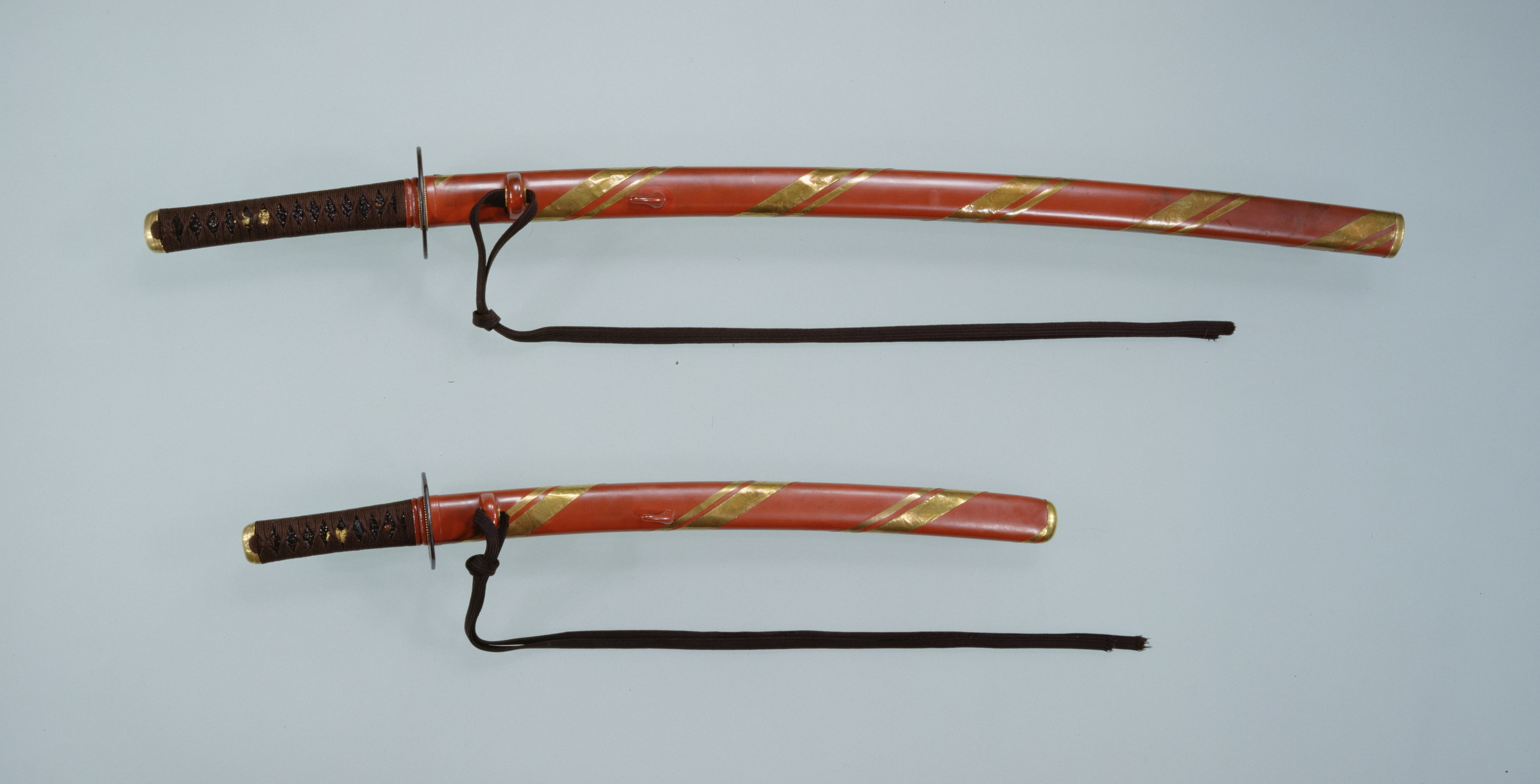
朱漆金蛭巻大小、16世紀、安土桃山時代、重要文化財、東京国立博物館蔵

大小（だいしょう）とは、武士が所持していた2本の日本刀の組み合わせのこと。江戸時代以降は武士の正装として定められ、本差の打刀と、その予備の脇差からなる。揃えて差すため、二振りの刀は同じ拵えにされることも多く、刀工が始めから大小の刀をセットで打つ場合もある。武士以外にも天和三年 （1683年） までは火事や旅行、冠婚葬祭時の百姓・町人の大小の帯刀は認可されていた。語源は打刀の大小拵え（こしらえ：刀装）のうちの大きいほう（大刀）と小さいほう（小刀）から。

## ギャラリー

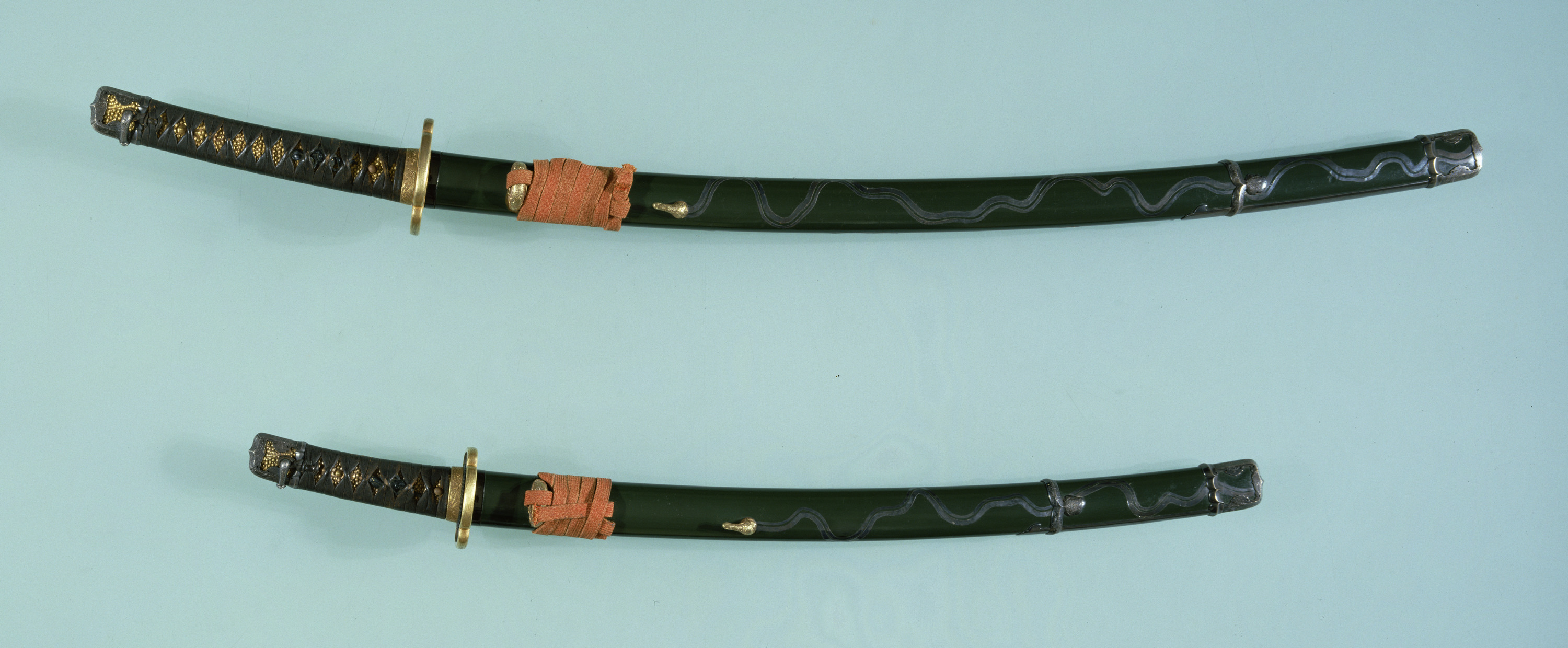
青漆銀流水文半太刀大小、16世紀から17世紀、安土桃山か江戸時代、東京国立博物館蔵
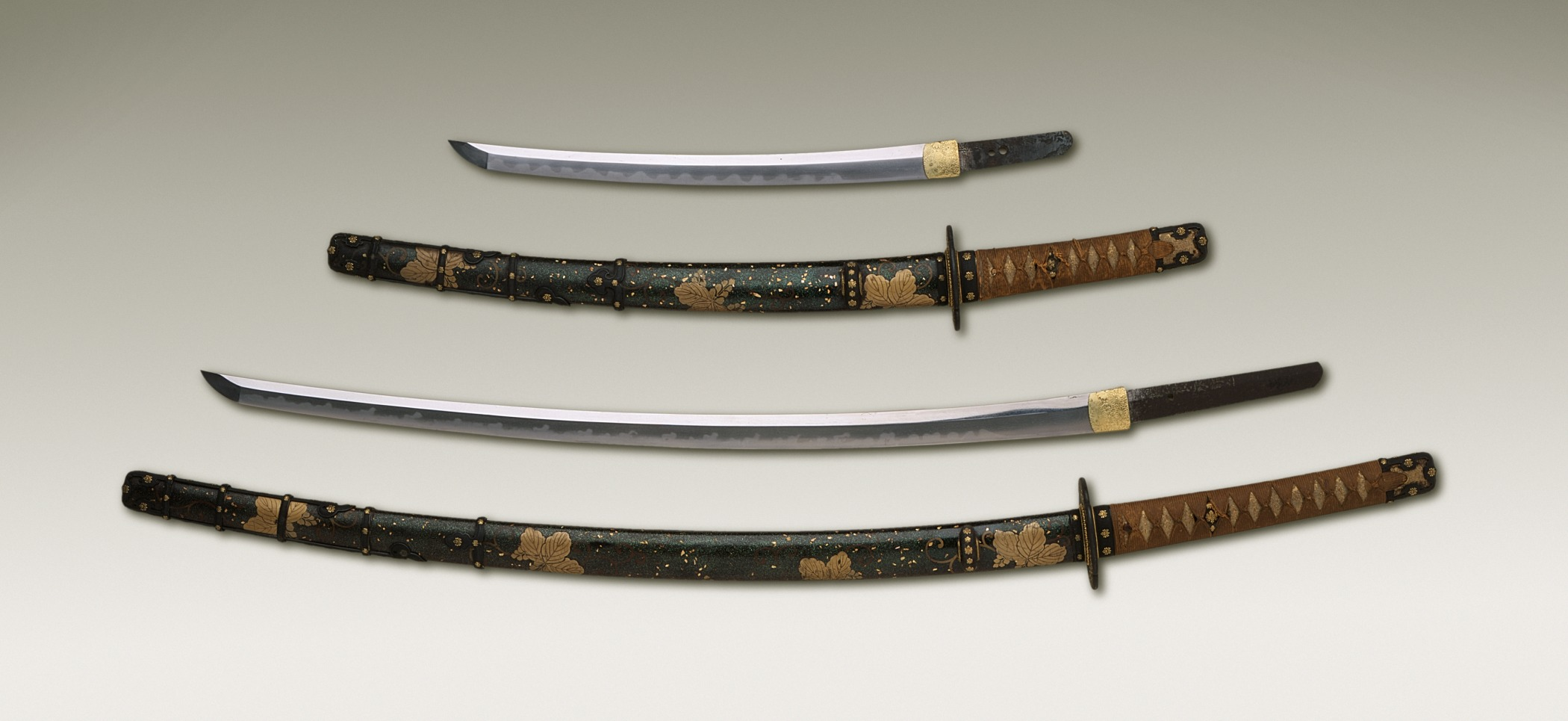
大小（1830年）
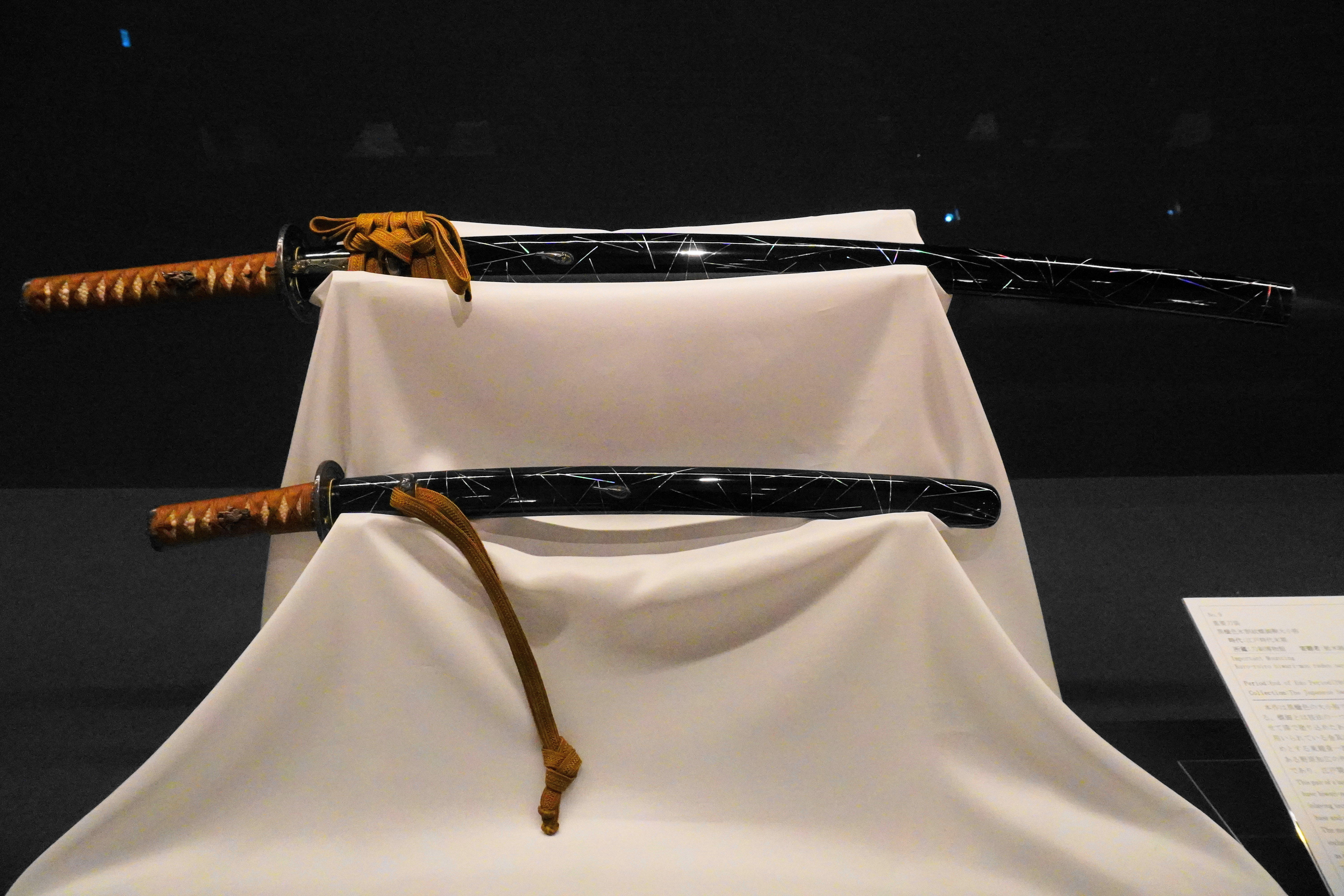
黒蝋色氷割紋螺鈿鞘大小拵、江戸時代、重要刀装、刀剣博物館蔵
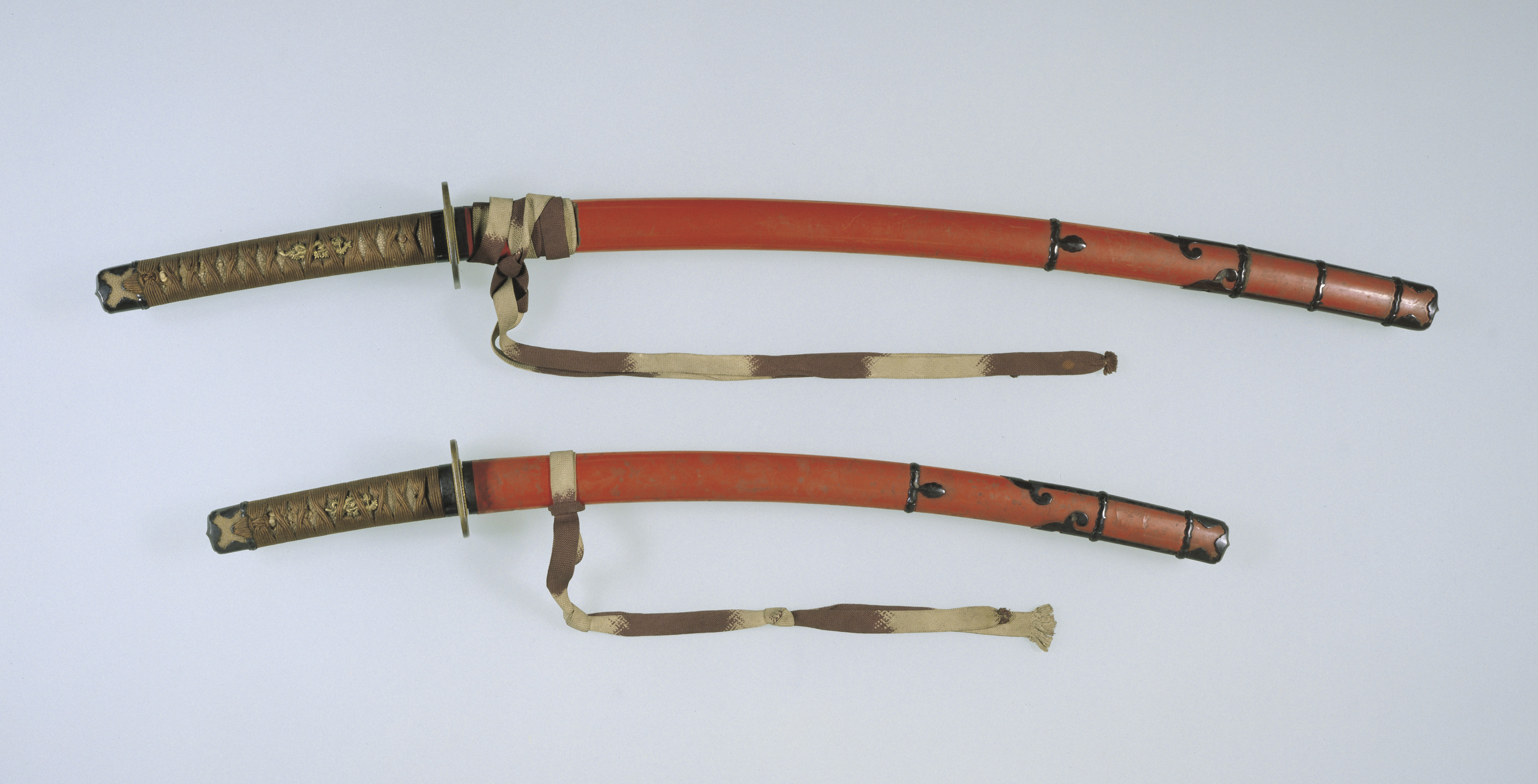
朱漆大小、19世紀、江戸時代、東京国立博物館蔵
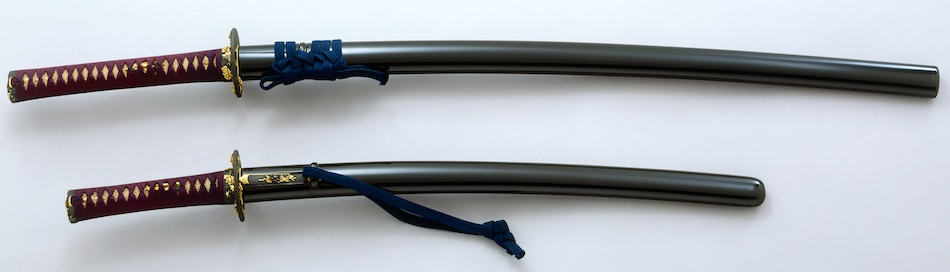
黒蝋色塗鞘大小拵、19世紀、江戸時代、東京富士美術館蔵
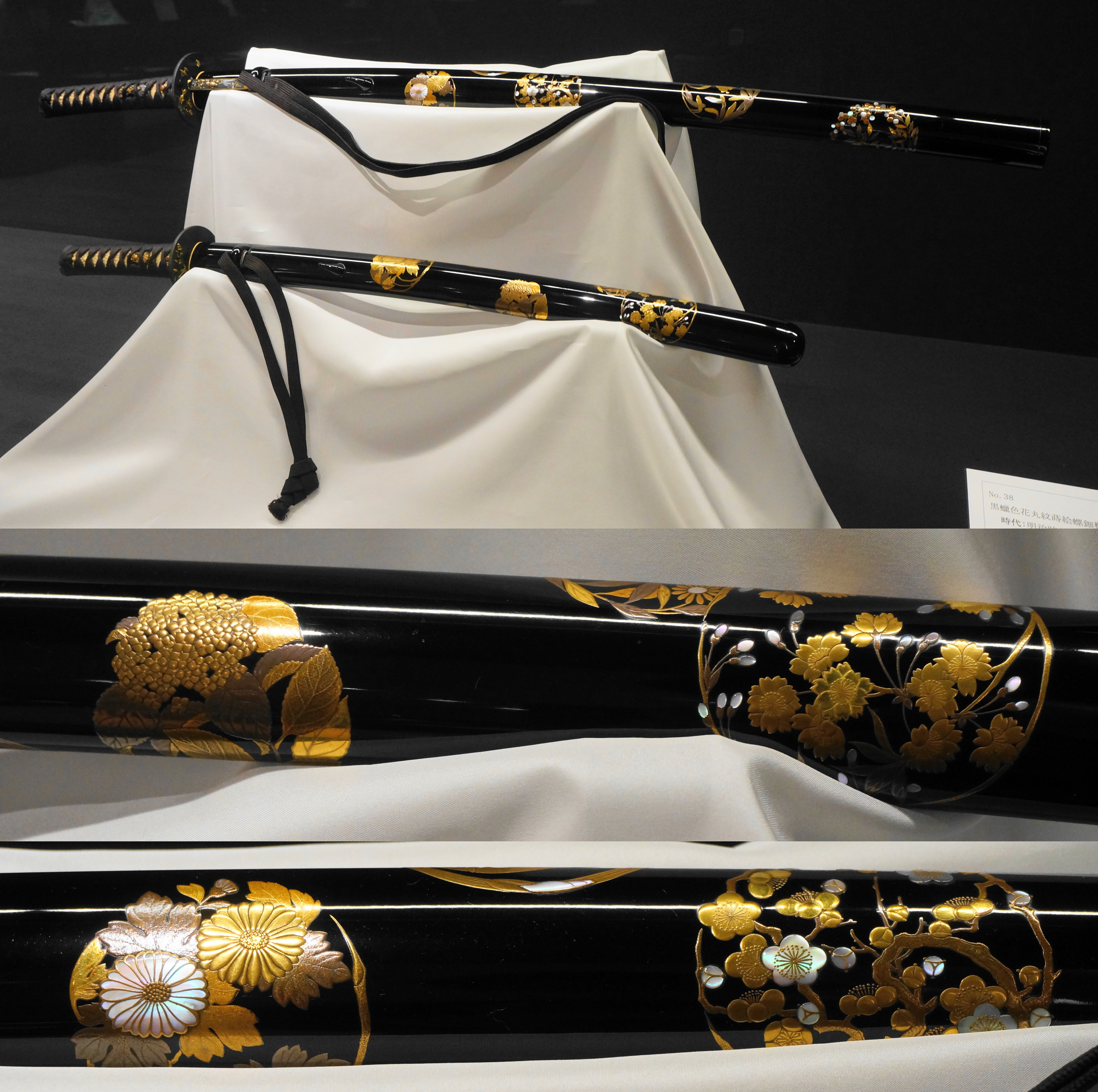
黒蝋色花丸紋蒔絵螺鈿鞘大小拵、明治時代
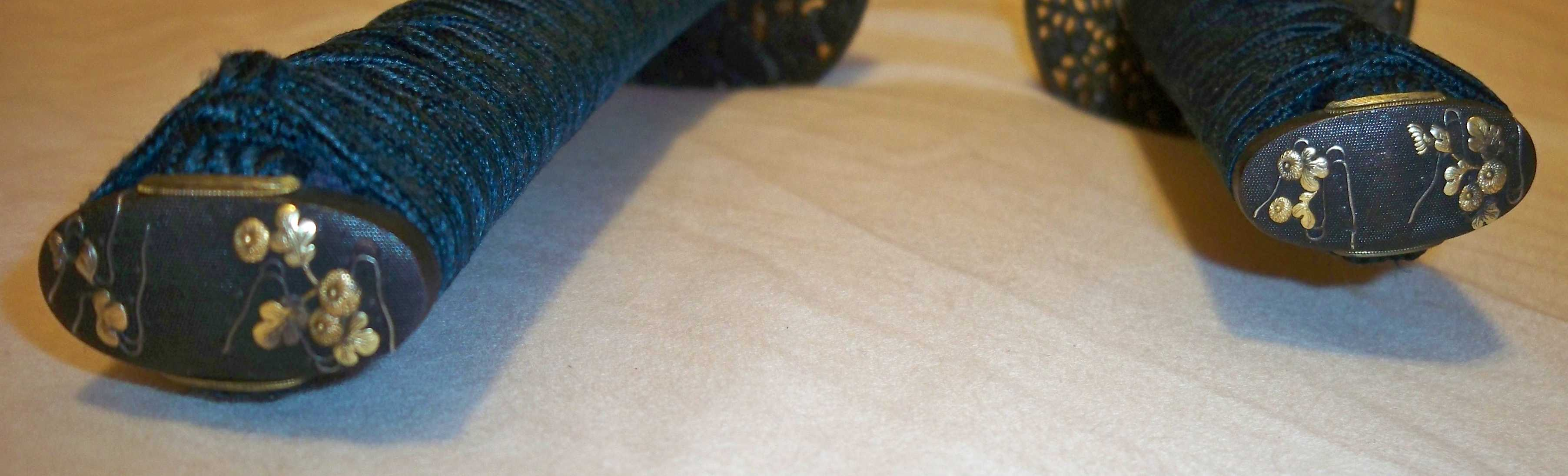
大小の頭
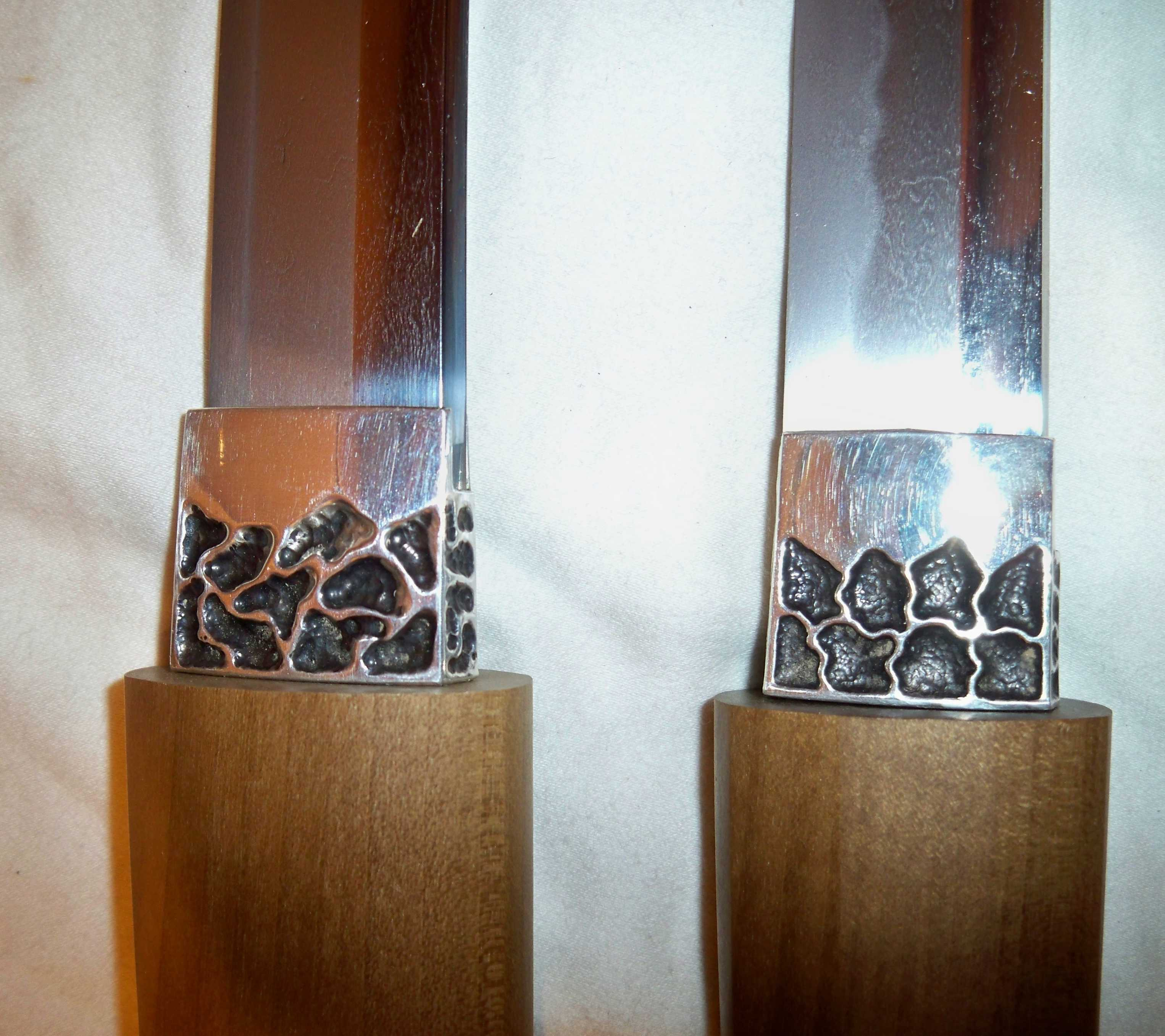
大小の鎺
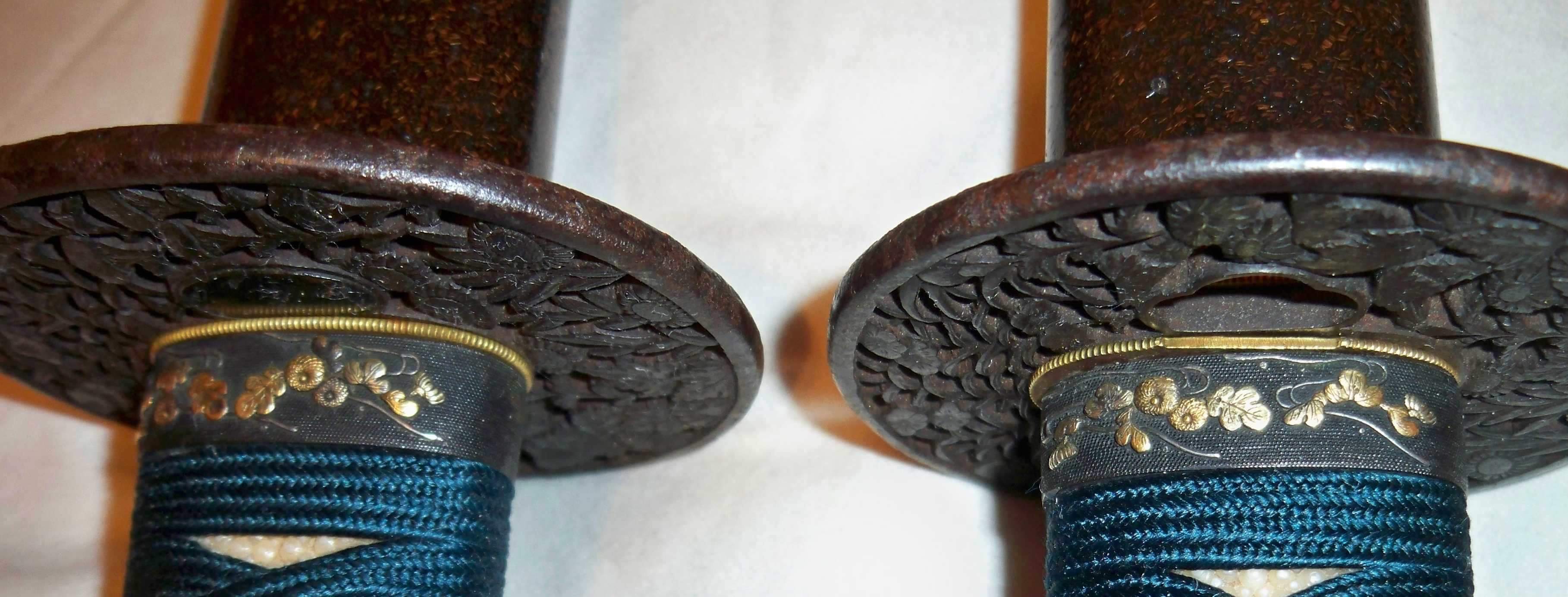
大小の鍔と縁
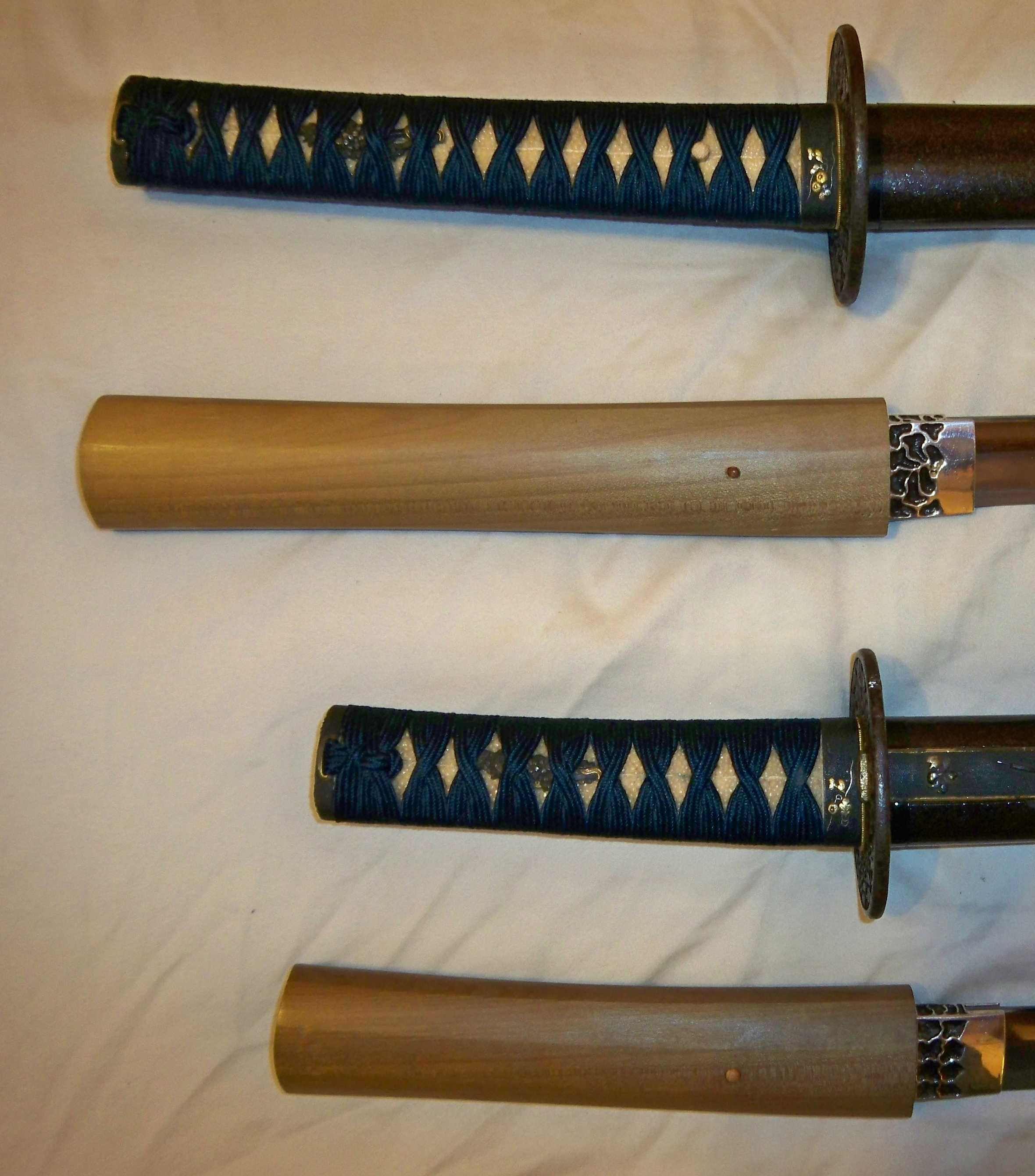
大小の柄
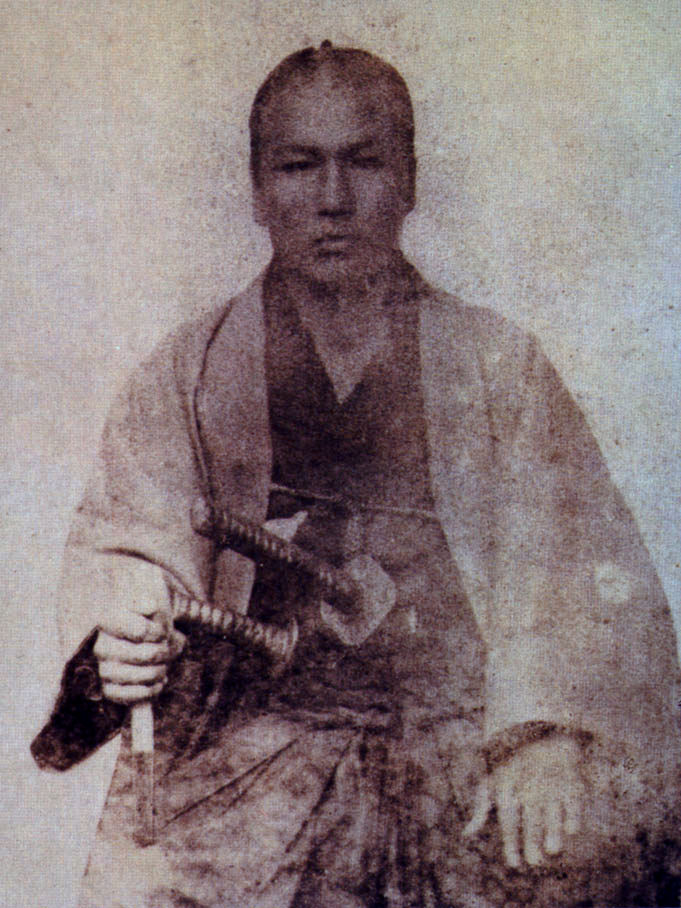
逸見宗助(1843-1894)の肖像
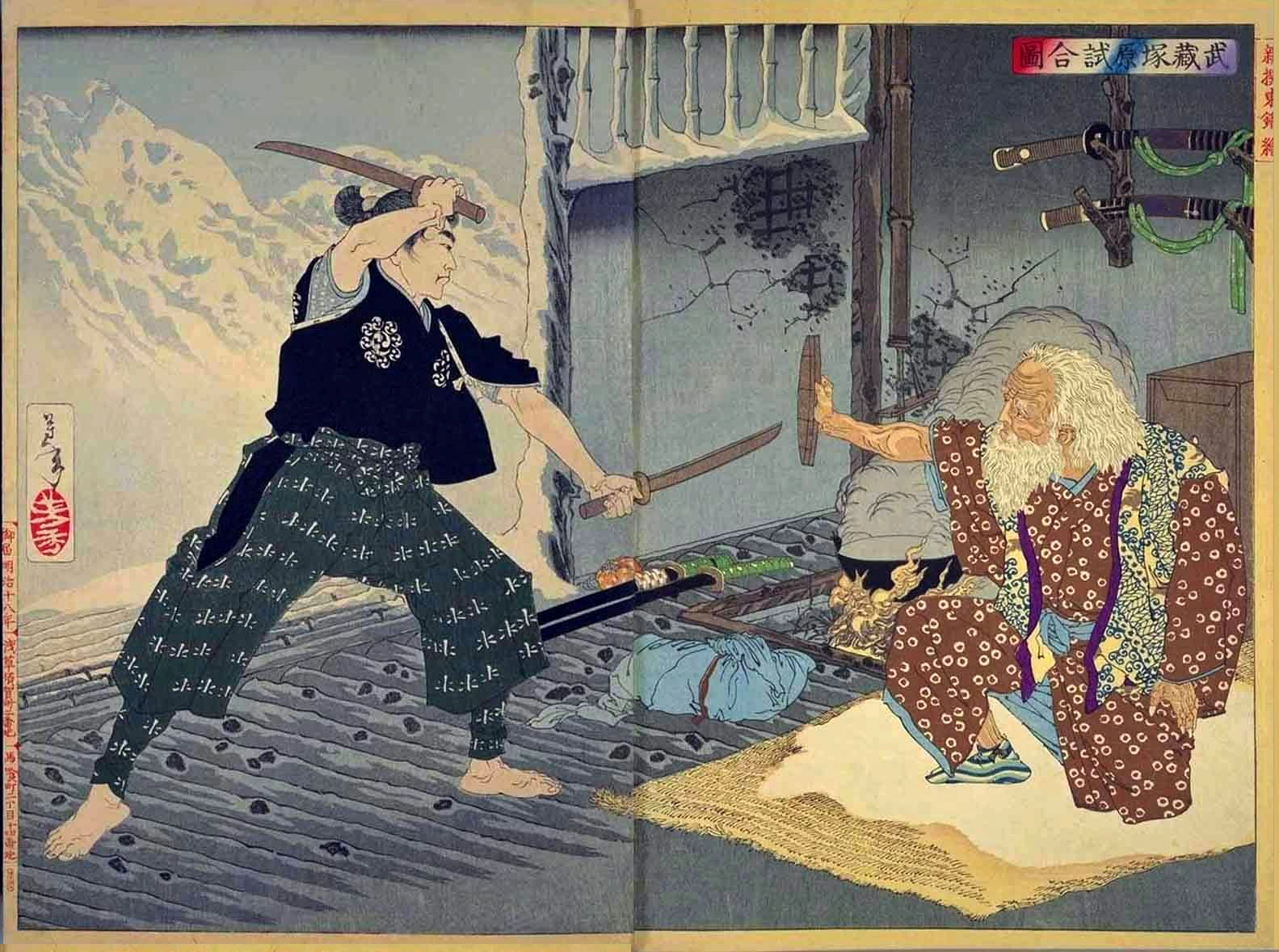
宮本武蔵と塚原卜伝の錦絵。
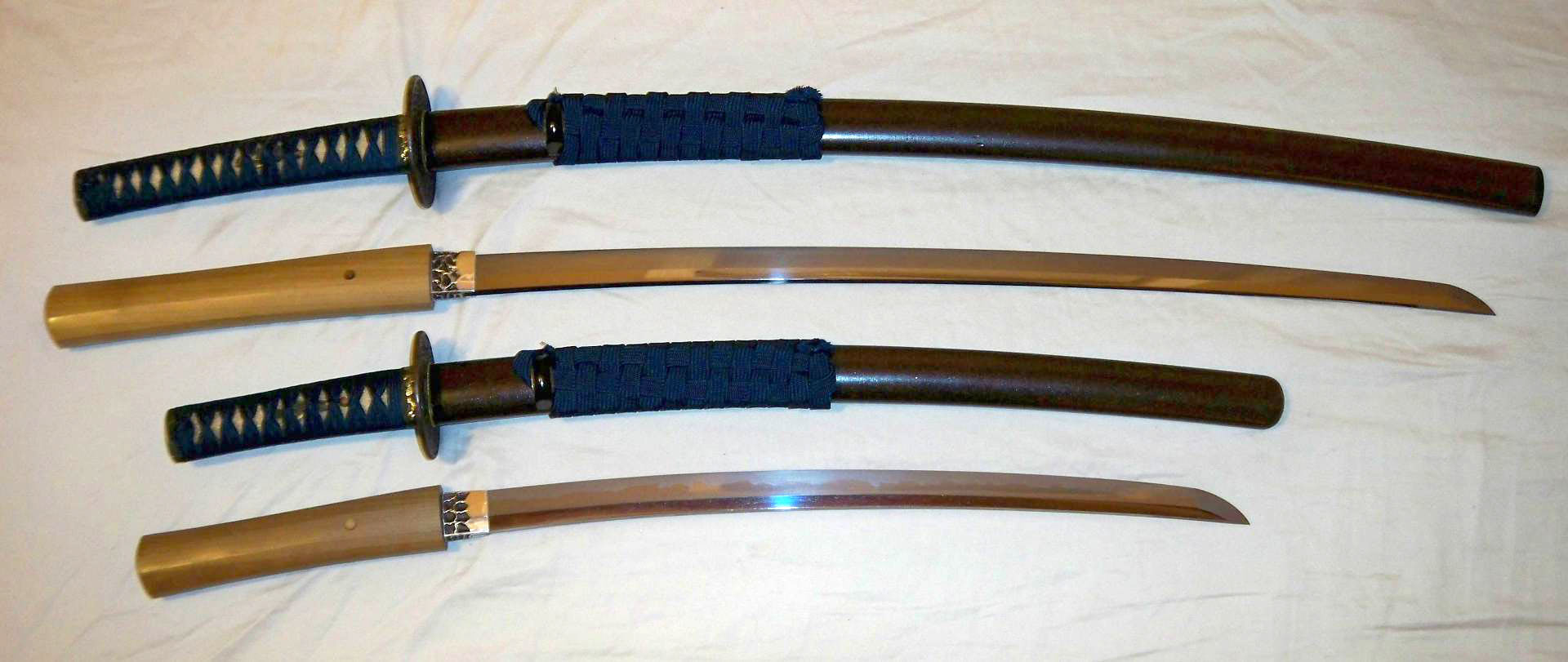
そろいの大小の拵（外装）と刀身